# Цідун
Цідун (кит. спр. 启东市, піньїнь: Qĭdōng Shì) — місто-повіт на сході Цзянсу, складова міста Наньтун.

## Географія
Цідун лежить на Жовтому морі у північній частині гирла Янцзи, на північ від острова Чунмін в однойменному районі міста Шанхай.

### Клімат
Місто знаходиться у зоні, котра характеризується вологим субтропічним кліматом. Найтепліший місяць — липень із середньою температурою 27.5 °C (81.5 °F). Найхолодніший місяць — січень, із середньою температурою 3.5 °С (38.3 °F).
| Клімат Цідуна           | Клімат Цідуна | Клімат Цідуна | Клімат Цідуна | Клімат Цідуна | Клімат Цідуна | Клімат Цідуна | Клімат Цідуна | Клімат Цідуна | Клімат Цідуна | Клімат Цідуна | Клімат Цідуна | Клімат Цідуна | Клімат Цідуна |
| Показник                | Січ.          | Лют.          | Бер.          | Квіт.         | Трав.         | Черв.         | Лип.          | Серп.         | Вер.          | Жовт.         | Лист.         | Груд.         | Рік           |
| Середній максимум, °C   | 7             | 7,6           | 11,5          | 17,2          | 22,5          | 26,4          | 30,5          | 30,7          | 26,6          | 21,8          | 16,3          | 10            | 19            |
| Середня температура, °C | 3,5           | 4,3           | 8             | 13,6          | 18,7          | 23            | 27,5          | 27,5          | 23,4          | 18,2          | 12,3          | 6             | 15,5          |
| Середній мінімум, °C    | 0,4           | 1,2           | 4,5           | 9,6           | 14,8          | 19,7          | 24,1          | 24,2          | 20,4          | 14,6          | 8,8           | 2,4           | 12,1          |
| Норма опадів, мм        | 38.6          | 52.1          | 71.4          | 94.6          | 105.5         | 153.5         | 153.7         | 130.8         | 138.6         | 55.2          | 51.7          | 34.2          | 1079.9        |
| Днів з опадами          | 10,3          | 11,4          | 12,6          | 13,7          | 14            | 14            | 12,1          | 11,1          | 12,7          | 11,3          | 10,5          | 9,9           | 143,6         |
| Вологість повітря, %    | 72.9          | 74            | 74.2          | 75.8          | 76.9          | 80.7          | 81.4          | 80.3          | 79.3          | 75.8          | 75.2          | 73.3          | 76.7          |
| ----------------------- | ------------- | ------------- | ------------- | ------------- | ------------- | ------------- | ------------- | ------------- | ------------- | ------------- | ------------- | ------------- | ------------- |
| Джерело: Weatherbase    |               |               |               |               |               |               |               |               |               |               |               |               |               |